# Linssen Yachts

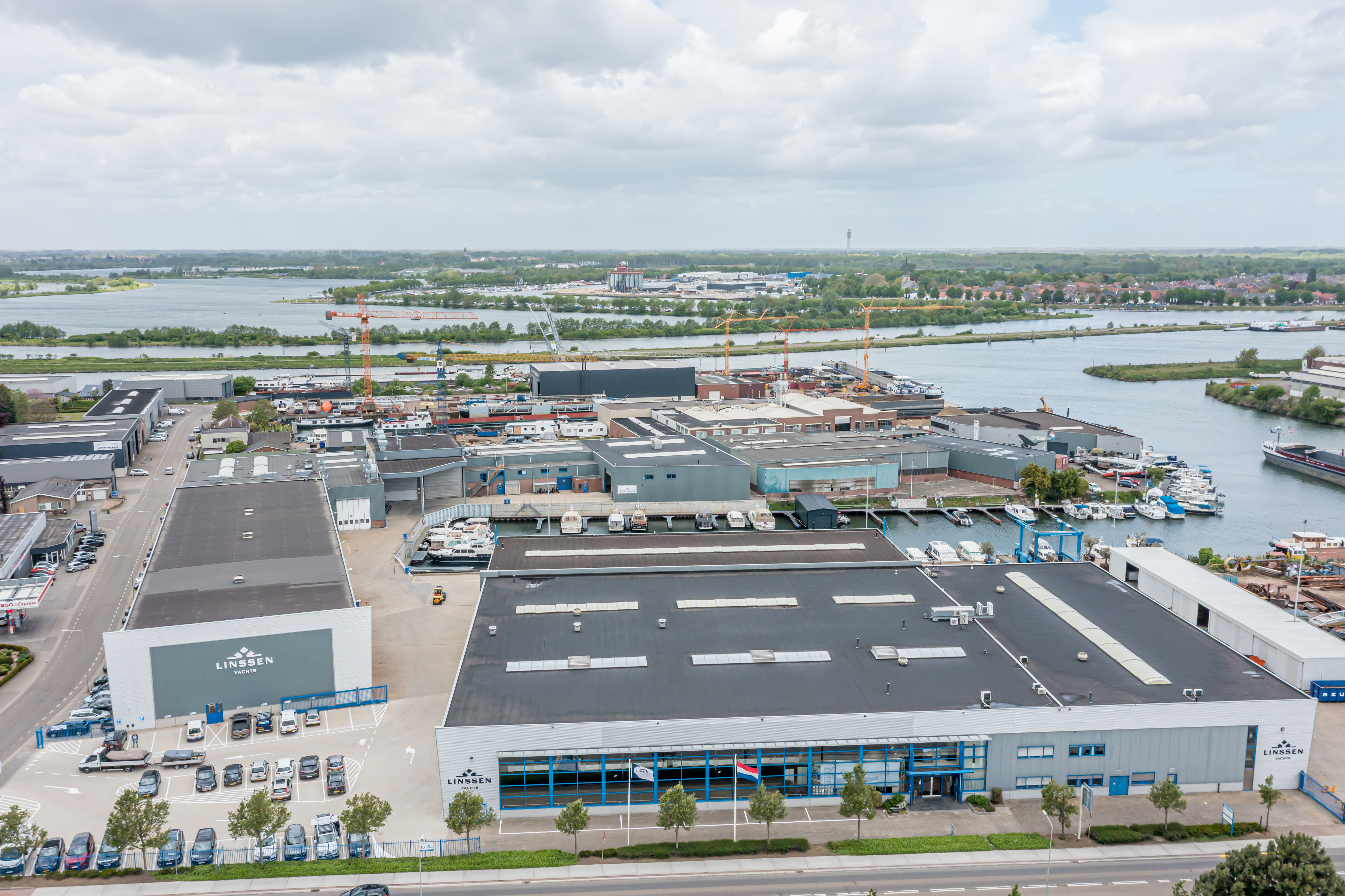
Linssen Yachts-werf in Maasbracht

Linssen Yachts is een Nederlandse scheepswerf te Maasbracht, gespecialiseerd in stalen motorjachten van  9 tot 16 meter lang. Het is een familiebedrijf waar sinds 2011 de derde generatie Linssen aan het roer staat.
Opgericht als St. Jozef Maasbracht in 1949 door Jac. Linssen sr is het bedrijf begonnen als scheepstimmerbedrijf dat actief was in de reparatie van scheepsinterieurs. In de loop van de jaren 1950 maakte het bedrijf naam als producent van houten stuurwielen met een gepatenteerde naafconstructie. In 1958 leverde St Jozef het stuurwiel voor De Groene Draeck, de boot van prinses Beatrix.
In de jaren 1950 bouwde het bedrijf ook de eerste stalen roeibootjes en kleine gemotoriseerde vletten.
In de loop van de jaren is men de productie van stalen jachten steeds meer gaan automatiseren, waardoor de productie sinds 2006 aan de lopende band gaat. Er werken ca. 110 mensen bij Linssen Yachts, naast productontwikkeling doet men ook de volledige productie. Er werken cascobouwers, stralers, spuiters/coaters, meubelmakers en elektromonteurs. Jaarlijks worden er ca. 70 stalen motorjachten gebouwd op de werf. De klanten komen hoofdzakelijk uit Europa.
Variotop is een van de merken van Linssen. De schepen met deze cabrioletkap zijn sinds 1995 op de markt. De kap wordt toegepast op de grotere jachten. Verder worden er jachten met achterkajuit of met open kuip in diverse stijlen gebouwd. Sinds 2009 biedt het bedrijf ook chartermogelijkheden voor jachten op diverse plaatsen in Europa.